# Concana intricata
Concana intricata là một loài bướm đêm trong họ Erebidae.